# دايس
دايس (بالإنجليزية: D.I.C.E.‎) اختصارًا لـ (بالإنجليزية: DNA Integrated Cybernetic Enterprises) هو مسلسل أنمي من إنتاج استديوهات زيبيك، بانداي إنترتينمنت و Studio Galapagos. عُرضت السلسلة لأول مرة على قناة كرتون نتورك في الولايات المتحدة، ثم على قناة YTV في كندا.
يحكي المسلسل عن منظمة تحمل نفس الاسم هدفها مساعدة المحتاجين في أي وقت وفي أي مكان وبعض الشخصيات (جيت - ماركو - روبيرت - مارشا - بافي - تاك - سام) 

## الممثلون
- بثينة شيا - جيت
- رأفت بازو - زاك، ماركو
- أيمن السالك
- رغدة الخطيب - سام
- مجد ظاظا
- زياد الرفاعي - سام
- محمود دكاك
- مروان فرحات - روبرت، الراوي
- عادل أبو حسون - تاك
- أماني الحكيم - بافي

## طاقم العمل

### النسخة العربية
- الإعداد: منصور أحمد مقدار
- المراجعة: د.شفيق بيطار، عماد عكر
- التدقيق اللغوي: رمضان أيوب
- الصوت: أحمد فراج
- المكساج: منار أيمن السمكري
- المونتاج والتترات: محمد القزة
- المعالجة الإلكترونية: أحمد عطايا، وسام علي
- كلمات الشارة: د. شفيق بيطار
- ألحان وتوزيع الشارة: طارق العربي طرقان
- غناء: رشا رزق، عاصم سكر، طارق العربي طرقان
- تنفيذ موسيقا الشارة: ماهر غلاييني
- تسجيل الشارة: سمير قصيباتي
- المتابعة المالية: محمد حسان مهنا، عبد القادر نبهان
- إدارة الإنتاج: رضوان حجازي
- مساعد مخرج: نديم سليمان
- إنتاج وتوزيع: CARTOON STAR (ماهر الحاج ويس)
- تنفيذ الدوبلاج: مركز الزهرة، دمشق
الإشراف الفني: لؤي إسماعيل

## روابط خارجية
- دايس على موقع IMDb (الإنجليزية)
- دايس على موقع قاعدة بيانات الفيلم (الإنجليزية)
- دايس على موقع ANN anime (الإنجليزية)
- English D.I.C.E. PlayStation 2 audio samples at AudioAtrocities.com
- D.I.C.E in Xebec official site نسخة محفوظة 1 يونيو 2015 على موقع واي باك مشين.